# Focke-Wulf Fw 200
Focke-Wulf Fw 200 Condor byl německý čtyřmotorový dálkový průzkumný námořní, bombardovací nebo transportní letoun. První prototyp V1 (imatrikulace D-AERE) původně civilního letounu vzlétl 27. července roku 1937 a stroj se začal ihned vyrábět. Letouny byly dokonce prodávány do zahraničí. Jejich proslulost byla tak velká, že některé z nich byly speciálně upravené a sloužily k přepravě nacistických vůdců včetně Adolfa Hitlera.
Mezi Spojenci byl znám jako Kurier (~ kurýr).

## Vývoj a kariéra
Na přelomu let 1935/36 vytvořil Kurt Tank po rozhovoru s Dr. Stüsselem plán čtyřmotorového letounu s možností vysokého užitečného zatížení a rychlosti. Na počátku roku 1936 dal podnět Ing. Bamsemirimu k vytvoření podrobnějších nákresů. Současně se snažil přesvědčit Říšské ministerstvo letectví, aby jeho letounu přidělili prestižní číslo 200, které tehdy zdaleka neodpovídalo množství typů letadel Focke-Wulf. V červnu byly plány Fw 200 „Condor“, jak ho Tank nazýval, hotovy. Tou dobou byl projekt nabídnut von Gablenzovi (ředitel Lufthansy) a Dr. Stüsselovi. Přesně o rok a 11 dní později byl první prototyp připraven na startovací dráze (červenec 1937). Prototyp V-1 (D-AERE) měl čtyři motory Pratt & Whitney Hornet S1E-G chlazené vzduchem, o výkonu 760 koní. Měly dvoulisté vrtule. Zkušební lety probíhaly tak přesvědčivě, že společnost DLH první sérii odkoupila celou. Aby Tank demonstroval výkonnostní schopnosti svého letounu, zhotovil seznam dálkových letů, které měl Fw 200 vykonat. Tyto lety předcházely výstavě FAI, výstavě pro letecké rekordy.
1. 10. – 11. srpna 1938 : Z Berlína do New Yorku za 24 hod. 56 min. 12 s., průměrnou rychlostí 255,499 km/h
2. 13. – 14. srpna 1938 : Z New Yorku do Berlína za 19 hod. 55 min. 1 s., průměrnou rychlostí 320,919 km/h
3. 28. – 30. listopadu 1938 : Z Berlína do Hanoie za 34 hod. 17 min. 27 s., průměrnou rychlostí 243,011 km/h
4. 28. – 30. listopadu 1938 : Z Berlína do Tokia za 46 hod. 18 min. 19 s., průměrnou rychlostí 192,308 km/h

Pro všechny tyto náročné lety musel být D-AERE přestavěn. Kromě přídavných nádrží obdržel také nové jméno D-ACON a byl označen jako Fw 200 S-1. Ohlasy a zájem o tento stroj na sebe nenechaly ze zahraničí dlouho čekat. První nákup letounu uzavřelo Dánsko, jeho letecká společnost (Det Danske Luftfartselskab) obdržel nejprve v červenci 1938 stroj, který pojmenovala „Dania“ a poté v listopadu stroj „Jutlandia“. Další objednávka přišla z Jižní Ameriky, dále z Japonska (konkrétně Japonsko-Mandžuská letecká společnost – Dai NIppon Kabushiki Kaisha) a z Finska. V roce 1940 se zrodila myšlenka přestavět Fw 200 na vojenský letoun. Mohl sloužit jako vojenský transportér, ničitel balónů, námořní letoun, či bombardér pro japonské vojenské letectvo. Ale tyto pokusy neprokazovaly žádné potěšující výsledky, protože křehká konstrukce pro přepravu osob nebyla dosti silná. Byly dokonce postaveny dva kusy speciálně pro Hitlera a jeho doprovod. Později měl takto upravený Fw 200 i Hermann Göring.
Nepřítomnost dálkového bombardéru pocítila RLM v polovině roku 1940, dala proto rozkaz pro vývoj Fw 200 C. Tato verze s nezměněným drakem, jako dálkový průzkumný bombardér s mnoha střeleckými pozicemi a zvýšeným výkonem však těmto požadavkům nestačil. I přes tyto problémy dokázal mezi lety 1940 a 1944 dosáhnout mnoha úspěchů při podpoře ponorek a bombardování konvojů. Mezi lety 1940 a 1944 bylo postaveno 262 kusů Fw 200.

## Produkce Fw 200 Condor
- 1940 – 36 kusů
- 1941 – 58 kusů
- 1942 – 84 kusů
- 1943 – 76 kusů
- 1944 – 8 kusů

## Plán na nový Fw 200
Žádný z Fw 200 se nedočkal konce války – připravuje se projekt, který chce jeden kus civilní verze Fw 200 postavit znovu. Projekt připravuje Lufthansa.

## Verze letounu

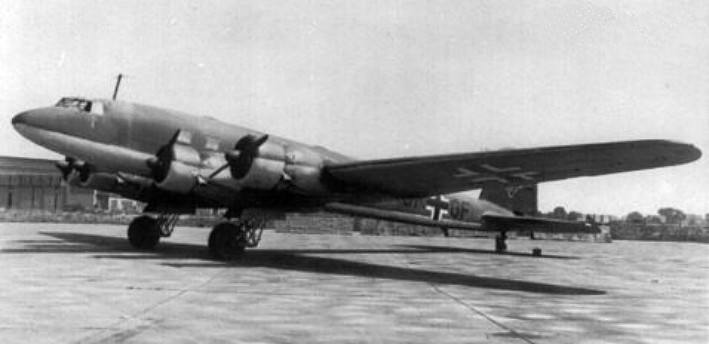
Dřívější dopravní Fw 200 A (Werk-Nr.2895, GF+GF) používaný Luftwaffe jako nákladní.

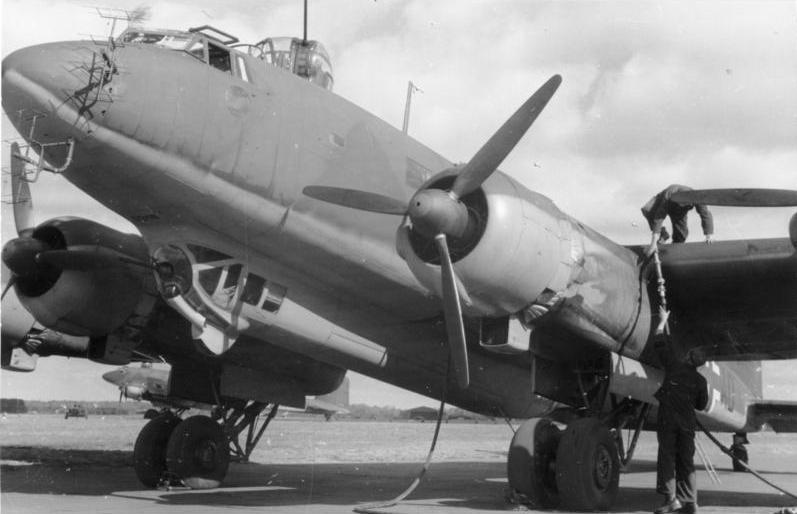
Focke-Wulf Fw 200C-4 vybavený radarem FuG Hohentwiel

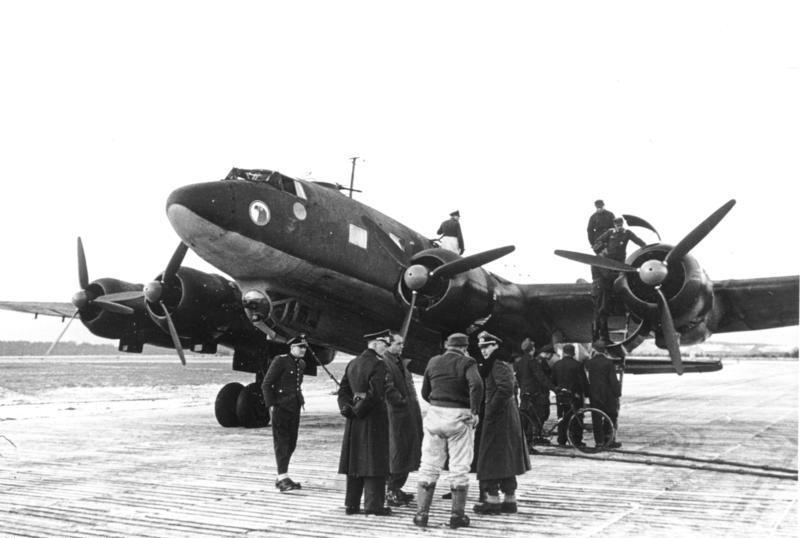
Hitlerův osobní Fw 200 C-3 Condor nesoucí insignie Die Fliegerstaffel des Fuehrers na nose

- Fw 200V-1 – 1. prototyp (D-AERE), později slavný D-ACON.
- Fw 200V-10 – prototyp námořního bombardéru pro Japonsko.
- Fw 200A – první dopravní verze, pro 4 členy posádky a 26 cestujících. Pohon zajišťovaly 4 motory vzduchem chlazené BMW 132 (720 koní). Vrtule Hamilton byla dvoulistá a nastavitelná s průměrem 2,92 m. Bylo postaveno 10 kusů této série :
  - 1) D-ADHR (výr. čís. 2893) „Saarland“, později OY-DEM (dánská „Jutlandia“)
  - 2) OY-DAM (výr. čís. 2894) „Dania“
  - 3) D-AMHC (výr. čís. 2895) „Nordmark“
  - 4) viz 1 – OY-DEM
  - 5) D-ARHW (výr. čís 2994) „Friesland“
  - 6) D-ASBK (výr. čís. 2995) „Holstein“, později PP-CBJ
  - 7) D-AXFO (výr. čís. 2996) „Pommern“, později PP-CBY
  - 8) D-ACVH (výr. čís. 3098) „Grenzmark“, stroj pro Hitlerův doprovod
  - 9) D-2600 (výr. čís. 2891) – Fw 200 V-3 (3. prototyp), Hitlerův osobní letoun
  - 10) D-ABOD (výr. čís. 3324) „Kurmark“
- Fw 200B – vylepšená varianta Fw 200 A se vzduchem chlazenými motory BMW 132 Dc (845 koní). Nové, třílisté nastavitelné vrtule s průměrem 3,35 m.
- Fw 200B-1 – Místo motorů BMW 132 G (720 koní) motory BMW 132 Dc (850 koní).
- Fw 200B-2 – Pohon motory BMW 132 H (830 koní), všechny Fw 200 B byly v roce 1939 zabaveny pro Luftwaffe.
- Fw 200C – V roce 1939 si Japonsko objednalo pět strojů Fw 200 B, také požadovalo, aby se tyto stroje přestavěly na dálkové bombardéry. Kvůli těmto požadavkům se na počátku roku 1940 zrodila verze Fw 200 C. Právě ta byla přestavbou Fw 200 na dálkový vojenský letoun. Těchto 5 strojů však do Japonska nikdy nedorazilo.
- Fw 200C-1 – sériová námořní bombardovací verze.
- Fw 200C-2 – verze s vylepšenými závěsníky pro přídavné nádrže o kapacitě 300 l.
- Fw 200C-3 – Verze se zpevněnou konstrukcí. Stěžejní verze u Fw 200 C, poháněna silnějšími motory BMW-Bramo 323 R-2 (1000 koní). Existovala „odnož“, Fw 200 C-3/U4 s těžší výzbrojí a většími nádržemi. Kromě tradiční výzbroje disponovala tato varianta také – 2x MG 151/20, 1x MG 113, 2x MG 81-Z a 2x MG 15. Tato verze přišla do výroby mezi lety 1940/41. Celkem bylo postaveno asi 75 kusů.
- Fw 200C-4 – Je s vyrobenými 90 kusy největší. Byla ve výrobě mezi lety 1941/43.
  - Fw 200C-4/U1 a U2 – 4 transportní stroje.
  - Fw 200C-4/U3 – protilodní verze s radarem Rostock.
  - Fw 200C-4/U4 – verze se zvětšeným doletem.
- Fw 200C-5 – ve výrobě od roku 1942.
  - Fw 200C-5/U1 – verze se zesílenou kulometnou výzbrojí.
  - Fw 200C-5/U2 – hybridní protilodní a transportní verze.
- Fw 200C-6 – verze s radarem FuG 200 Hohentwiel a zvětšenými palivovými nádržemi.
- Fw 200C-8 – verze s radarem Hohentwiel a závěsníky pro řízené střely Hs 293.
- Fw 200F – Byl předložen návrh na 7 různých variant Fw 200 F. Každá měla jinou výzbroj a nádrže, tím i jiný dolet. Tato sériová řada nebyla nikdy realizována.

## Uživatelé

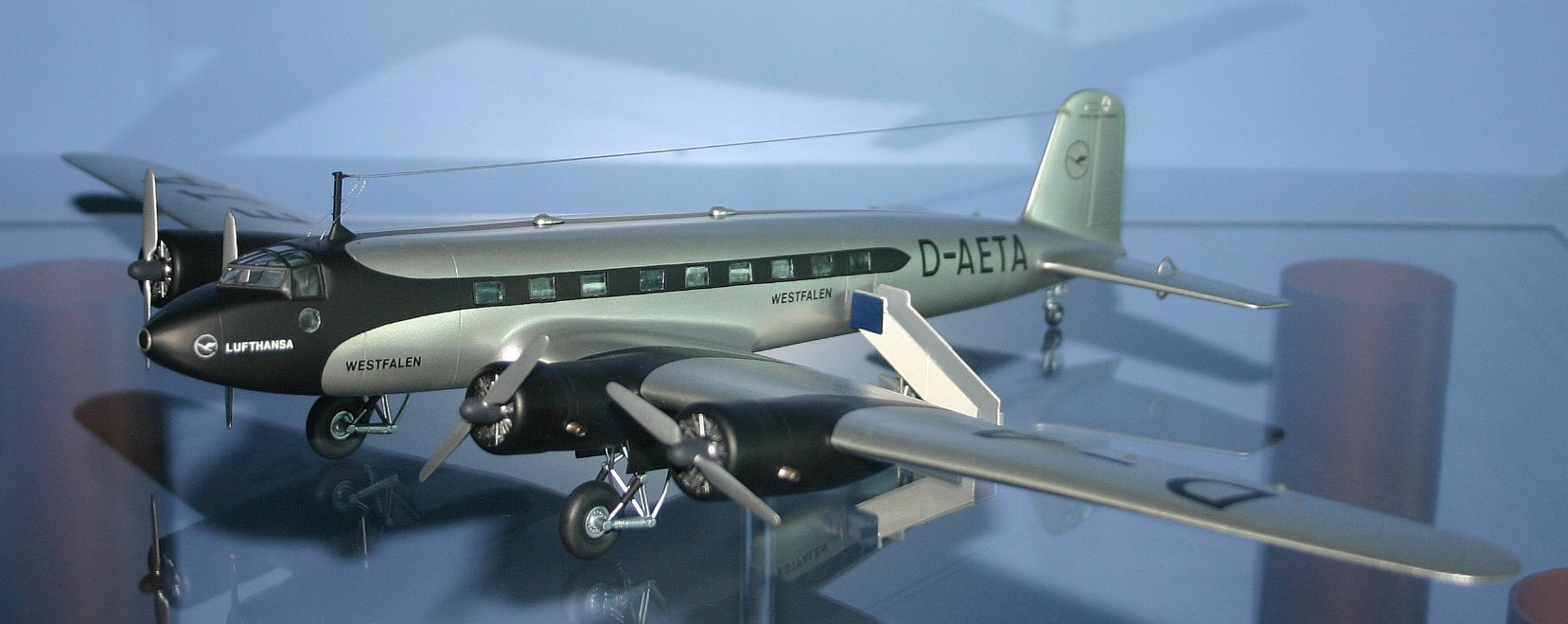
Focke-Wulf Fw 200 B Condor (D-AETA) společnosti Deutsche Luft Hansa (Model)

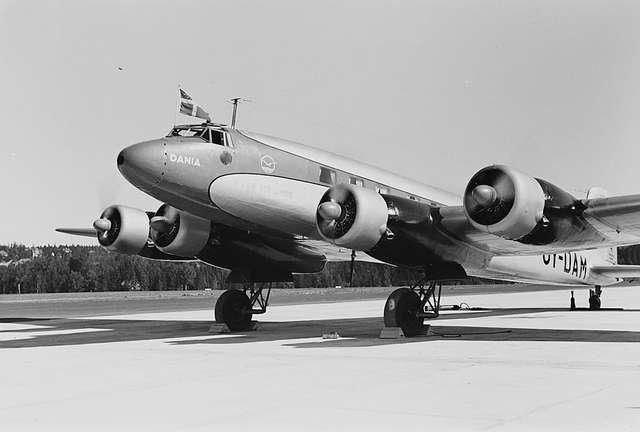
Focke-Wulf Fw 200 (OY-DAM) Dánských aerolinií

### Civilní
Brazílie
- Cruzeiro do Sul
- Syndicato Condor - Serviços Aéreos Condor

 Dánsko
- Det Danske Luftfartselskab

 Nacistické Německo
- Deutsche Luft Hansa

 Spojené království
- BOAC

### Armádní
Nacistické Německo
- Luftwaffe

 SSSR
- Sovětské letectvo (po válce)

 Španělsko
- Španělské letectvo (Internované)

 Spojené království
- Royal Air Force (jeden letoun)

## Specifikace

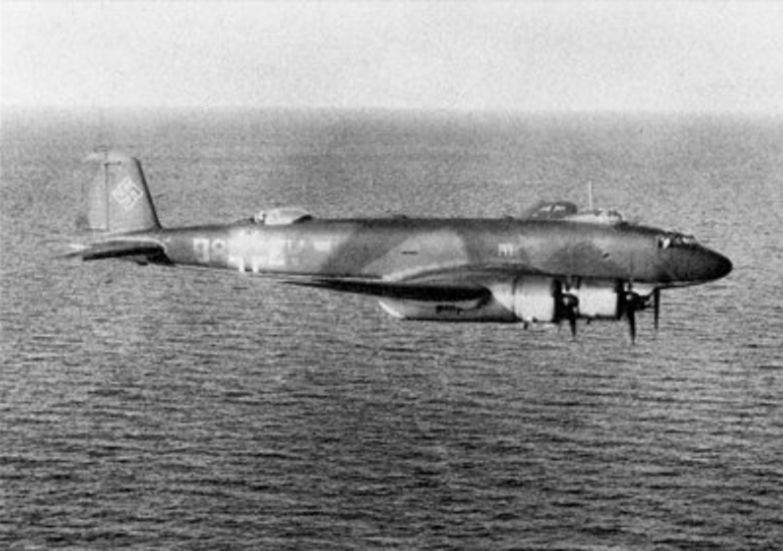
Focke-Wulf Fw 200C Condor

### Technické údaje
- Osádka: 5-7 (bombardér) nebo 4+26 (civilní)
- Rozpětí: 32,85 m
- Délka: 23,46 m
- Výška: 6,3 m
- Nosná plocha: 118,00 m²
- Hmotnost prázdného letounu: 12 950 kg
- Max. vzletová hmotnost: 22 700 kg
- Pohonná jednotka: 4 × BMW/Bramo Fafnir 323R-2
- Výkon pohonné jednotky: 1200 k (882 kW)

### Výkony
- Maximální rychlost: 330 km/h
- Stoupavost: 3,33 m/s
- Dostup: 5800 m
- Dolet: 4450 km

### Výzbroj
- 2 × kanón MG 151/20 ráže 20 mm
- 6 × kulometů MG 15 ráže 7,9 mm
- 1 × kulomet MG 131 ráže 13 mm
- 5400 kg bomb či torpéda